# Мауріціо Нікетті
Мауріціо Нікетті (італ. Maurizio Nichetti; нар. 8 травня 1948) — італійський кіносценарист, актор і режисер. Його фільм «Злодій бурульок» 1989 року отримав «Золотого Георгія» на 16-му Московському міжнародному кінофестивалі. У 1998 році був членом журі 48-го Берлінського міжнародного кінофестивалю.
Знявся у фільмі «На нашій варті» (2021).